# Climie Fisher
Climie Fisher fue un dúo pop británico que alcanzó gran éxito en 1988 con dos sencillos que tuvieron fama internacional. El dúo estaba integrado por el cantante Simon Climie y el tecladista Rob Fisher.
El dueto se formó en 1986. Entre sus sencillos más exitosos se encuentran:
- Love Changes (Everything) (en español, El amor lo cambia (todo)), que fue un éxito internacional en 1987. Este tema alcanzó el segundo puesto en las listas del Reino Unido y Sudáfrica, así como el puesto 7° en Alemania, el 8° en Suiza, el 15° en Austria y el 23° en Estados Unidos, en 1988.

- La versión hip-hop de Rise to the Ocassion alcanzó el primer puesto en Sudáfrica, el 10.º en el Reino Unido, el 14.º en Alemania, el 17.º en Suecia y el 19.º en Austria.

- Love Like a River (en español, Un amor como un río), de 1989, alcanzó el 18.º puesto en Austria, el 22.º en el Reino Unido y el 54.º en Alemania.

En sus tres años de existencia, Climie Fisher grabó once sencillos y dos álbumes. El dúo se disolvió en 1990. Tras la muerte de Rob Fisher, en 1999, Simon Climie se convirtió en productor discográfico de varios cantantes, como por ejemplo, Eric Clapton.

## Discografía

### Álbumes
- Everything (EMI, 1988): este álbum alcanzó el puesto 14° en el Reino Unido, 7° en Alemania, 10° en Suiza, 14° en Suecia, °120 en Estados Unidos y 1° en Sudáfrica.
- Coming In for the Kill (EMI, 1989): alcanzó el puesto 35° en el Reino Unido, 36° en Suecia y 6° en Sudáfrica.

### Sencillos
- This Is Me (1986)
- Love Changes (Everything) (1987)
- Keeping The Mystery Alive (1987)
- Rise To The Occasion (1987)
- Love Changes (Everything) (remix) (1988)
- This Is Me (relanzamiento) (1988)
- I Won't Bleed For You (1988)
- Love Like A River (1988)
- Diamond Sun / Love Changes (Everything) (con Glass Tiger) (1988)
- Facts Of Love (1989)
- It's Not Supposed To Be That Way (1990)
- Fire On The Ocean (2008)